# Aldo Nova
Aldo Nova (pseudoniem van Aldo Caporuscio, Montreal, 13 november 1956) is een Canadese zanger, gitarist, toetsenist en producent.

## Biografie
Aldo Nova is de zoon van Italiaanse immigranten Anna Sardelli en Bernardo Caporuscio. Hij begon pas op 15-jarige leeftijd met gitaar en keyboards, maar werkte hard aan zijn vaardigheden en werd al snel bekend in lokale clubs. In 1980 kreeg Nova de rol van George Harrison in de Canadese uitvoering van de musical Beatlemania. In 1982 bracht hij zijn zelfgeproduceerde debuutalbum Aldo Nova uit bij Portrait Records, waaronder de twee hitsingles Fantasy en Foolin' Yourself. Zijn volgende album Subject ... Aldo Nova bevatte de hit Monkey on your Back. Halverwege de jaren '80 daalde de verkoop van hetgeen hij uitbracht.
Zijn solocarrière verplaatste zich naar de achtergrond, toen hij actiever werd als gastmuzikant en producent. Hij werkte tijdens de jaren '80 met Jon Bon Jovi en produceerde enkele van de vroege Celine Dion-albums. Als gitarist is hij bijvoorbeeld te horen op de Bon Jovi-hit Runaway. Richie Sambora kwam kort daarna bij Bon Jovi en het is Sambora, die te zien is in de video van Runaway. Aldo Nova hielp met het schrijven en produceren van delen van Chantal Condors album Chantal uit 1989. In 1990 speelde Nova gitaar op het Jon Bon Jovi album Blaze of Glory, waarvan de muziek tevens terug te horen is in de film Young Guns II. 
In 1991 bracht Nova met hulp van Jon Bon Jovi het album Blood on the Bricks uit, dat slechts matig succesvol was (nummer 124 in de Verenigde Staten). Aldo Nova is momenteel songwriter en woont in Saint-Lazare. Ook in het nieuwe millennium liet hij van zich horen met onder meer de Billboard no. 1 hit This is the Night, uitgebracht in 2003 en gezongen door de Amerikaanse Idol-deelnemer Clay Aiken.

## Discografie

### Singles
- 1982:	Fantasy
- 1982: Foolin' Yourself

### Albums
- 1982:	Aldo Nova
- 1983:	Subject...Aldo Nova
- 1985: Twitch
- 1991:	Blood on the Bricks
- 1991: A Portrait of
- 1997: Nova's Dream
- 2006: The Best of
- 2007: Under the Gun...

### Als songwriter/producent
- 1983: Blue Öyster Cult - Take Me Away	(muziek/tekst)
- 1985: Nicole J McCloud - Don't You Want My Love (muziek/tekst)
- 1987: Céline Dion - Partout je te vois (muziek/tekst)
- 1990: Céline Dion - Have A Heart (muziek/tekst)
- 1991: Céline Dion - Des mots qui sonnent (muziek/tekst)
- 1996: Céline Dion - Dreamin' Of You (muziek/tekst/producent)
- 1996: Céline Dion - I Love You (muziek/tekst)
- 1996: Céline Dion - Your Light (muziek/tekst/producent)
- 1998: Faith Hill - I Love You	(muziek/tekst/producent)
- 1998: Jon Bon Jovi - Mister Big Time (muziek/tekst/producent)
- 2000: Garou - Au plaisir de ton corps	(muziek/tekst)
- 2001: Garou - Le monde est stone (producent)
- 2002: Chenoa - Una mujer (I'm A Woman) (muziek/tekst)
- 2003: Clay Aiken - This Is The Night (muziek/tekst)
- 2004: Garou - L'aveu	 (producent)
- 2004: Garou - Pour l'amour d'une femme (muziek/tekst/producent)
- 2004: Céline Dion - You And I	(muziek/tekst/producent)
- 2005: Agnes Carlsson - I Believe (muziek/tekst)
- 2005: Marilou Bourdon - Le cœur de mon cœur (muziek/tekst/producent)
- 2006: Garou - Que le temps (producent)
- 2006: Garou - Trahison (producent)
- 2007: Céline Dion - A Song For You (muziek/tekst)
- 2007: Céline Dion - Can't Fight The Feelin (muziek/tekst)
- 2007: Céline Dion - Fade Away (muziek/tekst)
- 2007: Céline Dion - Shadow Of Love (muziek/tekst)

- Gemeinsame Normdatei: 134474902
- International Standard Name Identifier: 0000 0000 7263 6850
- Library of Congress Control Number: n92067222
- MusicBrainz: e6bf38dd-d18f-477d-80e5-74b8bf8d98ef
- Nationale Bibliotheek van Tsjechië: xx0128254
- Virtual International Authority File: 68125574
- WorldCat: E39PBJhdbbHWB4MCbKCTYBvfv3